# Astronomický klasifikační systém 3K

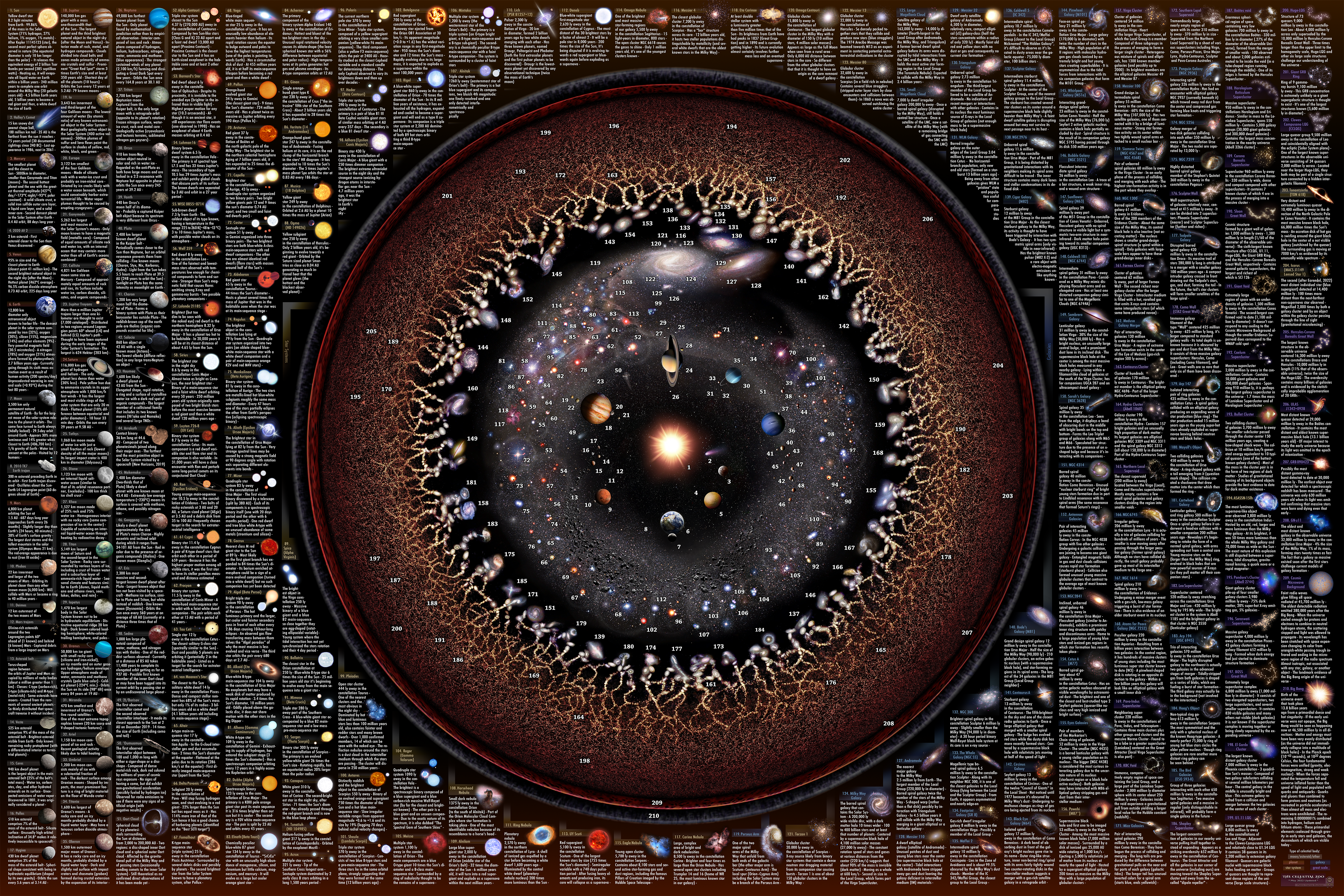
Infografika s 210 významnými astronomickými objekty vyznačenými na centrální logaritmické mapě pozorovatelného vesmíru. U každého astronomického objektu je uveden malý náhled a některé charakteristické rysy.

Astronomický klasifikační systém 3K (tří říší) je klasifikační systém astronomických objektů, který navrhl a publikoval astronom a historik vědy Steven Dick. Astronomické objekty, jako jsou hvězdy, planety, mlhoviny a komety, jsou pozorovány již tisíce let. Astronomové se již od počátku snažili klasifikovat tyto nebeské objekty. V průběhu 20. století bylo vyvinuto mnoho menších klasifikačních systémů pro jednotlivé třídy objektů, od planetek a komet přes mlhoviny a hvězdokupy až po dvojhvězdy a galaxie. Každý z nich byl ve své době formulován různými způsoby, které se ukázaly jako užitečné pro komunity, které tyto objekty studují. Téměř nikdy však tito klasifikátoři neměli na mysli konzistentní principy, které by platily napříč různorodými obory astronomie.
O to se pokusil až astronom Steven Dick, výsledkem jeho mnohaleté práce je tzv. astronomický klasifikační systém 3K. Systém začíná třemi říšemi (three kingdom) - planety, hvězdy, galaxie - pro každou vymezuje 6 kmenů a celkově je systém rozdělen do 82 tříd. Dickova klasifikace vychází z analogie taxonomických kategorií v biologii - říše, kmen, třída. Ve zjednodušené verzi je tento systém popsán v online encyklopedii.
Kolik je vlastně tříd astronomických objektů a jaká je jejich hierarchie? To závisí především na definici pojmu třída, pro kterou neexistuje v astronomii žádný standard. Překlasifikace Pluta na trpasličí planetu v roce 2006 a kontroverze, kterou vyvolala, ukazuje, že objevy a klasifikace objektů jsou složité a rozsáhlé procesy, které zahrnují různé fáze detekce, interpretace a pochopení. Objevování a klasifikace astronomických objektů jsou součástí mnohem širšího problému objevování a klasifikace ve vědě.
Ačkoli pro nejvyšší taxonomickou úroveň astronomie lze použít několik kritérií, žádné z nich není přímočařejší než přirozené rozdělení, které se nejčastěji používá v mnoha moderních učebnicích astronomie: planety, hvězdy a galaxie. Tyto tři oblasti jsou základem Tří říší astronomie. Toto rozdělení je dáno i svým významem: kromě technik používaných k jejich studiu a kosmologických závěrů, které z nich vyplývají, představují ústřední, či dokonce celou oblast astronomie. Po většinu dějin byla Sluneční soustava hlavním zájmem astronomie, přičemž pevné hvězdy tvořily jen pozadí. S vynálezem dalekohledu přibyl nový rozměr - astronomové se pokoušeli určit také fyzikální vlastnosti planet. Vše, co souvisí se Sluneční soustavou - a následně i s dalšími dnes známými planetárními soustavami - tvoří říši planet.
S rozvojem velkých dalekohledů, zejména na konci 18. století, se hvězdná obloha stala ústředním tématem astronomie. V polovině 19. století se spektroskopie stala vědou a brzy se začala uplatňovat v astronomii, čímž se popřel výrok Augusta Comta, že složení hvězd nebude nikdy známo. Naopak, znalost složení hvězd a jejich vývoje se stala základem astronomie. V průběhu 19. století pak byla druhá říše astronomie - říše hvězd - odhalována stále podrobněji, což nakonec vedlo k vytvoření podrobných klasifikačních systémů hvězd.
V očích astronomů konce 19. století převládalo přesvědčení, že všechny zaznamenané hvězdy patří do Mléčné dráhy, a tato galaxie jako by tvořila celý hmotný vesmír. Také se předpokládalo, že za hranicemi Galaxie je zřejmě vakuum. Někteří myslitelé (např. Thomas Wright,  Johann Heinrich Lambert, Immanuel Kant, William Herschel, Pierre-Simon de Laplace) však předpokládali, že daleko od Země, mimo Galaxii, mohou existovat další skupiny hmoty - "ostrovní vesmíry". Je to známý příběh o vzestupu, pádu a opětovném vzestupu teorie ostrovních vesmírů, o velké astronomické debatě a o tom, jak se z říše mlhovin Edwina Hubbla stala říše extragalaktického vesmíru, jehož je Galaxie jen malou součástí. Na počátku dvacátých let 20. století publikoval na universitě v Princetonu Henry Norris Russell učebnici astronomie, kde byla kapitola Mlhoviny obsahující oddíl o extragalaktických mlhovinách, což bylo znamením, že započala třetí říše astronomie - říše galaxií. Od poloviny 20. století jsou planety, hvězdy a galaxie pravidelnými kategoriemi nejen pro uspořádání základních učebnic, ale i pro astronomický výzkum. 
Jestliže tři říše astronomie se během 20. století staly poměrně zřejmými, taxonomické úrovně klasifikace nad rámec této první úrovně již tak zřejmé nejsou. Jak však plyne z definice astronomického objektu, gravitační síla nabízí organizační princip pro rozdělení do kategorií nižších než říše - do kmene - např. protoplanetární, meziplanetární, mezihvězdné, mezigalaktické apod. To jim dává hluboký fyzikální základ a spojuje tři říše astronomie s jejími dobře rozpoznanými a známými třídami objektů. Podrobnější popis této klasifikace objektů v astronomii lze nalézt ve zdrojích .

## Klasifikace astronomických objektů (3K systém)
| Říše planet | Říše hvězd | Říše galaxií |
| --- | --- | --- |
| - Protoplanetární - Protoplanetární disk - Planeta - Terestrická - Merkur - Venuše - Země - Mars - Plynný obr - Jupiter - Saturn - Ledový obr - Uran - Neptun - Planeta u pulsaru - Cirkumplanetární - Přirozený satelit (měsíc) - Měsíc planety - Měsíc planetky - Měsíc trpasličí planety - Měsíc objektu Kuiperova pásu - Planetární prstenec - Radiační pás - Subplanetární - Trpasličí planeta - Ceres - Pluto - Haumea - Makemake - Eris - Meteoroid - Malá tělesa Sluneční soustavy - Planetka/Asteroid - Kometa - Transneptunický objekt - Meziplanetární prostředí - Plyn - Prach - Energetické částice - Sluneční vítr - Anomální kosmické záření - Soustavy - Planetární soustavy (exoplanet) - Skupiny asteroidů/planetek - Neptunovi trojáni - Jupiterovi trojáni - Meteoroidický proud - Transneptunická soustava - Kuiperův pás - Oortův oblak | - Protohvězdný - Protohvězda - Hvězda - Před hlavní posloupností - T Tauri - Herbig Ae/Be - Hlavní posloupnost - Trpaslík - Žlutý trpaslík - Červený trpaslík - Oranžový trpaslík - Podtrpaslík - Za hlavní posloupností - Podobr - Obr - Jasný obr - Veleobr - Hyperobr - Závěrečná fáze vývoje - Supernova - Bílí trpaslík - Neutronová hvězda/Pulsar - Černá díra - Cirkumstelární - Prašný prstenec - Obálka (umírajících hvězd) - Planetární mlhovina - Pozůstatek novy - Pozůstatek zhrouceného jádra supernovy - Hvězdný výtrysk - Herbigův–Harův objekt - Substelární - Hnědý trpaslík - Mezihvězdné prostředí - Plyn (99%) - Chladná oblast HI - Horká oblast HII - Molekulární mračno - Pozůstatek supernovy bílého trpaslíka - Prach (1%) - Temná mlhovina - Reflexní mlhovina - Energetické částice - Hvězdný vítr - Galaktické kosmické záření - Soustavy - Dvojhvězda - Vícenásobná hvězda - Asociace (OB) - Otevřená hvězdokupa - Kulová hvězdokupa - Hvězdná populace | - Protogalaktický - Protogalaxie - Galaxie - Normální - Eliptická - Čočková - Spirální - Nepravidelná - Aktivní - Seyfertova - Rádiová galaxie - Kvazar - Blazar - Cirkumgalaktický - Satelity a hvězdné proudy - Výtrysk galaxie - Galaktické halo - Subgalaktický - Subgalaktický objekt - Trpasličí galaxie - Mezigalaktické prostředí - Plyn - Horké mezigalaktické prostředí (WHIM) - Lyman-alfa blob - Prach - Mezigalaktický prach - Energetické částice - Galaktický vítr - Mezigalaktické kosmické záření - Soustavy - Binární - Vírová galaxie M51 - Interagující (pekuliární) - Skupina - Kupa - Nadkupa - Vlákna a dutiny |

Uvedený klasifikační systém by měl být užitečný jak pro vědecké, tak pro pedagogické účely. V tomto klasifikačním systému je použito několik principů, které zahrnují pouze "běžnou" baryonovou hmotu:
1. Říše jsou vymezeny třemi ústředními prototypy objektů ve vesmíru - planety, hvězdy a galaxie - jak je zakotveno v souborných učebnicích od 50. let 20. století.
2. Kmeny jsou vymezeny různými projevy gravitační síly působící na astronomické objekty, tedy pojmy jako protoplanetární, planetární, cirkumplanetární, subplanetární, meziplanetární a soustavy.
3. Třídy jsou stanoveny na základě fyzikální povahy objektu, jeho fyzikální složky.
4. Objekt by měl být vždy zařazen do své nejspecifičtější třídy.
5. V maximální možné míře se zachovávají již používané třídy, jako je tomu např. u tříd svítivosti v klasifikaci  Morgana-Keenana.
6. Dodržují se doporučení Mezinárodní astronomické unie - např. trpasličí planeta není třída planet.
7. Potenciální, ale neověřené třídy nejsou zahrnuty.

V tomto systému není plejáda proměnných hvězd třídou objektů, jsou to spíše typy těchto hvězd, které by mohly být zpracovány v nějakém úplnějším systému. S novými objevy v astronomii může být systém Tří říší dále rozvíjen. Z větší části budou doplňky a revize prováděny na úrovni tříd a typů, jakmile budou objeveny nové třídy planet, odhaleny nové třídy baryonových objektů temné hmoty nebo analyzovány nově objevené objekty, jako jsou například záhadné "objekty G" v centru Galaxie, které vypadají jako plynná mračna, ale chovají se jako hvězdy.  Není vyloučeno, že by mohl být přidán i nový kmen, i když se to vzhledem k definici kmene zdá nepravděpodobné. Zásadnější je, že je třeba mít stále na paměti, že se klasifikují pouze baryonové objekty složené z protonů, elektronů a neutronů a že baryonová hmota tvoří pouze 4,8 % hmoty obsažené ve vesmíru.